# Kakaóvaj

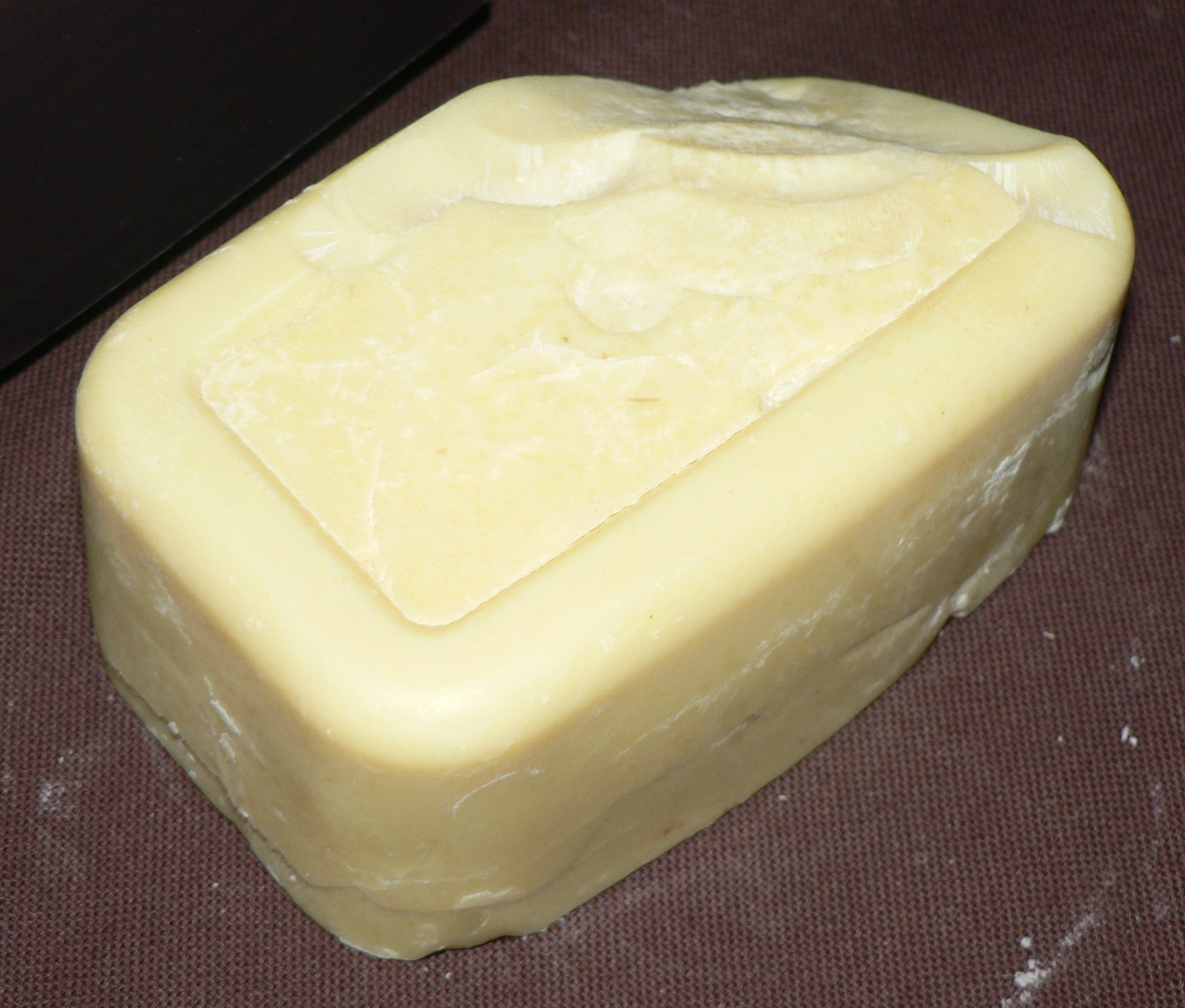
Kakaóvaj

A kakaóvaj   egy ehető természetes zsiradék, melyet a kakaóbabból nyernek a csokoládé és kakaó gyártása során. Enyhén csokoládészerű íze és aromája van. A fehér csokoládéban ez az egyetlen kakaókomponens.
A kakaóvaj α, γ, β' és β kristályformákban fordul elő, melyek olvadáspontjai rendre  17, 23, 26, és 35–37 °C. A csokoládégyártásban általában a β kristályformát használják magas olvadáspontja miatt.